# Hans Axel von Fersen
Hans Axel von Fersen, conhecido também como Axel von Fersen, o Jovem ou ainda Axel de Fersen (Estocolmo, 4 de setembro de 1755 – Estocolmo, 20 de junho de 1810), conde von Fersen, foi um nobre e militar sueco, célebre principalmente por sua profunda amizade pela rainha de França, Maria Antonieta.

## Biografia

### Em Versalhes
É filho do Feldmarschall Fredrik Axel von Fersen. Em 1774, ao concluir uma viagem pela Europa destinada a aperfeiçoar sua educação, chega à corte francesa, onde causa grande impressão devido a seu físico avantajado. O Conde de Creutz, embaixador da Suécia, escreve sobre ele ao Rei Gustavo III :
De todos os suecos que estiveram por aqui durante minha época, foi o melhor acolhido pela alta roda. Foi extremamente bem tratado dentro da família real. Seria impossível ter postura mais séria e mais decente que a que teve. Com sua bela figura e espírito não poderia deixar de ter sucesso na sociedade, o que fez completamente.
Em 30 de Janeiro, conhece a esposa do Delfim e futuro rei de França Luís XVI, Maria Antonieta, incógnito, num baile da ópera. Retorna à Suécia, mas volta à corte de França em Agosto de 1778. A Rainha, que não o esquecera, ao vê-lo diz: "É um velho conhecido!" e toda a corte nota que ela trata o jovem com uma atenção particular.
Durante o inverno de 1779, torna-se um dos íntimos da rainha e coleciona conquistas amorosas. Porém, Fersen sonha também com o combate.
Ele solicita ser incorporado ao corpo expedicionário francês que parte para a América. O rei da Suécia, a quem o Conde de Creutz fez conhecer a inclinação da rainha francesa pelo oficial sueco, intervém e Fersen consegue ser nomeado ajudante de campo do Conde de Vaux, que deve comandar as tropas.
Por fim, o corpo expedicionário não parte e Fersen volta para o Palácio de Versailles, bastante decepcionado. Em 20 de janeiro é nomeado coronel anexado à infantaria prussiana e parte, enfim, para as Américas ao final de março de 1780, onde participa da Guerra da Independência dos Estados Unidos, sob ordens do Conde de Rochambeau.

### A Guerra da Independência Americana
Se faz apreciado por Rochambeau, que o chama de seu « primeiro ajudante de campo ». Alia-se ao Duque de Lauzun que lhe promete o brevet de coronel comandante de sua legião e ao Marquês de Ségur, que também promete nomeá-lo coronel. Fersen conduz-se brilhantemente no cerco de Yorktown, na Virgínia. Graças à intercessão de Maria Antonieta, obtém o posto de segundo coronel do Regimento de Royal-Deux-Ponts. Ele declara então a seu pai que deseja permanecer na América até o fim do conflito e depois passar para o serviço de Gustavo III da Suécia.
Volta da campanha em junho de 1783 e se dirige ao Palácio de Versailles onde obtém, sempre pelo favor de Gustavo III e de Maria Antonieta, o 89º Regimento de Infantaria de Linha. Em setembro, deixa Versailles e se junta a Gustavo III que se encaminha incógnito para a Itália. Mesmo multiplicando suas conquistas, Fersen mantém uma correspondência constante com Maria Antonieta.
Em junho de 1784, retorna a Versailles no séquito de Gustavo III, que viaja sob o título de  « Conde de Haga », e logo consegue como gratificação uma pensão de 20.000 libras anuais, que lhe permite levar uma boa vida na corte. Em julho, volta para a Suécia por oito meses. Volta em seguida para a França para tomar posse de seu regimento, em Landrecies, próximo a Valenciennes, e divide seu tempo entre a corte e seu regimento.
Em 1787, parte por algumas semanas para acompanhar Gustavo III na guerra na Finlândia contra a czarina Catarina II da Rússia. Na Primavera de 1789 seu pai é detido por tomar o partido pelos direitos da nobreza no conflita que opõe Gustavo III à sua aristocracia, depois dos reveses  na guerra (que Gustavo III finalmente leva a termo após a batalha naval de Svensksund). Maria Antonieta ordena-lhe então que volte a Paris. Em junho, inquieto pela rainha, já em plena fase da Revolução Francesa, ele ocupa um alojamento em Versailles. As pessoas próximas à família real aceitam mal a instalação de Fersen tão próximo à rainha, temendo que isto atraia o ódio dos cortesãos contra ela. Fersen torna-se favorito do casal real.

### Relacionamento com Maria Antonieta
O jovem nobre foi, desde o início, um principal favorito na corte francesa, em parte devido ao reconhecimento da devoção de seu pai para a França, mas principalmente por causa de suas amáveis e brilhantes qualidades. A rainha Maria Antonieta, encontrou Fersen pela primeira vez quando ambos tinham 18 anos (janeiro 1774), foi especialmente atraída pela graça e humor de "le beau" Fersen, que tinha herdado a incrível beleza que era hereditária em sua família.

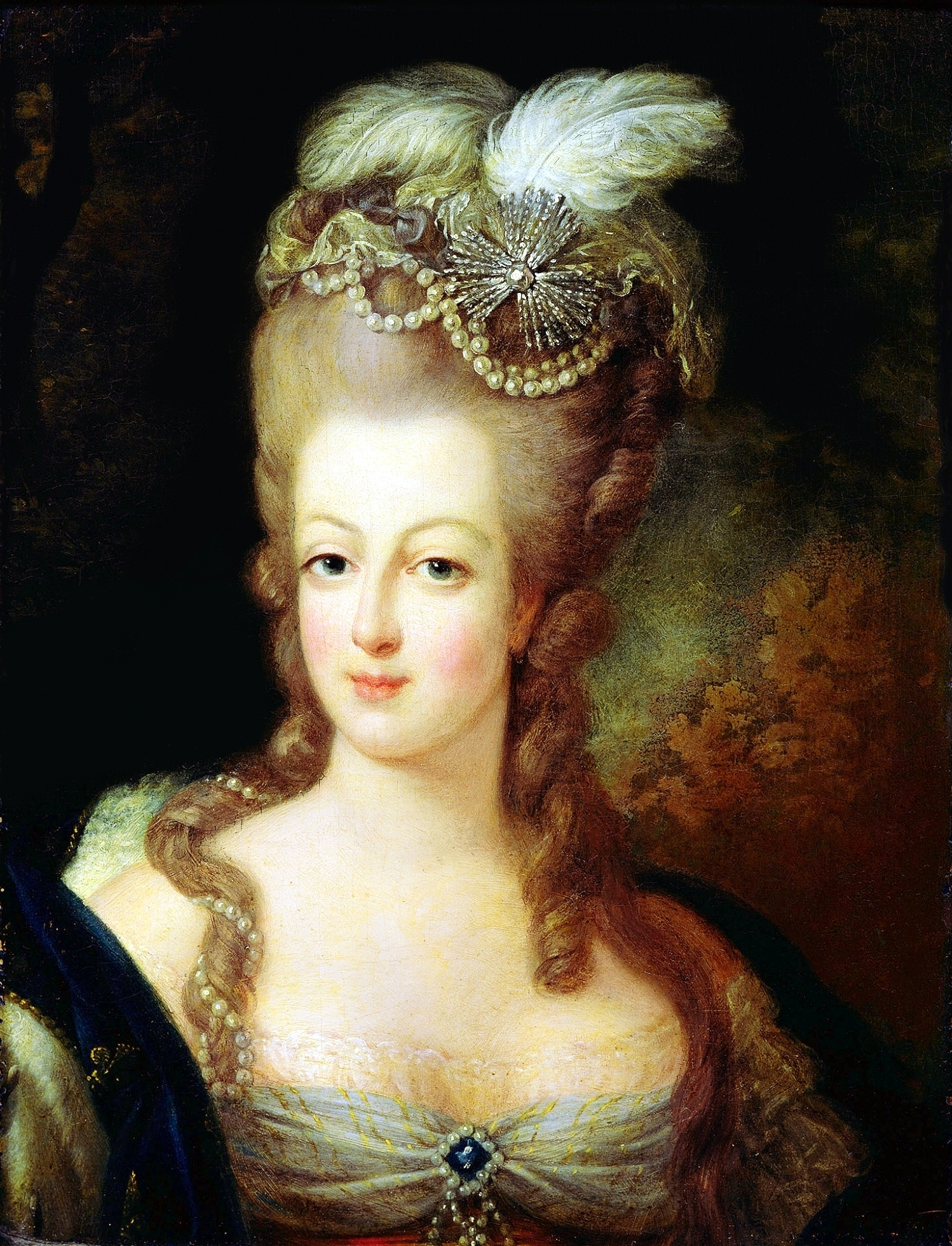
Maria Antonieta em 1774

Em 1785, Maria Antonieta daria à luz Luís-Carlos, o primeiro Duque da Normandia titular em séculos. Logo depois Luís XVI escreveu em seu diário que "seu próprio filho" havia nascido. Algumas pessoas alegam que Luís Carlos, mais tarde, Delfim de França, seria filho biológico de Maria Antonieta e Fersen. No entanto, tal afirmação é improvável. Além disso foi notada a semelhança entre Luís XVII  e dois membros da Casa de Bourbon: seu tio paterno Carlos X (irmão mais novo de Luís XVI) e sua falecida avó, a Princesa Maria Josefa da Saxônia (mãe de Luís XVI). A alegação de que Fersen seria pai biológico de Luís XVII foi descontada pela biógrafa recente do menino, Deborah Cadbury, e pela biógrafa de Maria Antonieta, Antonia Fraser.
É simplesmente impossível afirmar até que ponto avançou o amor entre a soberana e o conde sueco. Era difícil para a rainha da França ficar sozinha por muito tempo, já que estava sempre acompanhada por outras pessoas. No entanto, alguns documentos originais contendo frases de extrema intimidade e declarações amorosas foram descobertos da correspondência entre Maria Antonieta e Fersen. É uma questão em aberto saber se sua relação era platônica ou não.
Quando a guerra de Gustavo III com a Rússia irrompeu, em 1788, Fersen acompanhou o seu monarca como um ajudante para a Finlândia, mas no outono do mesmo ano foi enviado à França, onde o horizonte político já estava escurecendo. Era necessário ao rei sueco ter um agente da completa confiança da família real francesa e, ao mesmo tempo, suficientemente capaz e audaz para ajudá-los em sua situação desesperadora, sobretudo porque havia perdido toda a confiança no seu ministro, O Barão Érico Magno de Holsácia-Staël. Com sua perspicácia habitual, fixou suas atenções para Fersen, que estava em seu posto desde do início de 1790. Porém, antes do final do ano, Gustavo foi forçado a admitir que a causa da monarquia francesa era aterrorizante, enquanto o rei e a rainha da França não eram nada mais que cativos em sua própria capital, à mercê de uma multidão irresponsável.

### Revolução Francesa
Em 1791, Fersen participa dos preparativos para a fuga do Rei Luís XVI e escolta ele mesmo a família real na noite de 20 de junho de 1791 até Bondy, porém, o Rei Luís XVI proíbe que ele o acompanhe mais além. Fersen deveria seguir até Montmédy, para onde se dirigia a família real, passando pela Bélgica. Após o fracasso da fuga e a volta dos fugitivos para Paris, Fersen continua a corresponder-se com Maria Antonieta. Ele dirige-se até Viena para avisar a corte do imperador, irmão de Maria Antonieta, e decidi-lo à ação. Mas Leopoldo II temporisa e Fersen, sentindo-se enganado, fala de traição à rainha. Ele próprio fica desorientado pelos rumores de que Barnave teria se tornado amante da rainha. Ele troca então Viena por Bruxelas, onde toma uma amante, Eleonore Sullivan.

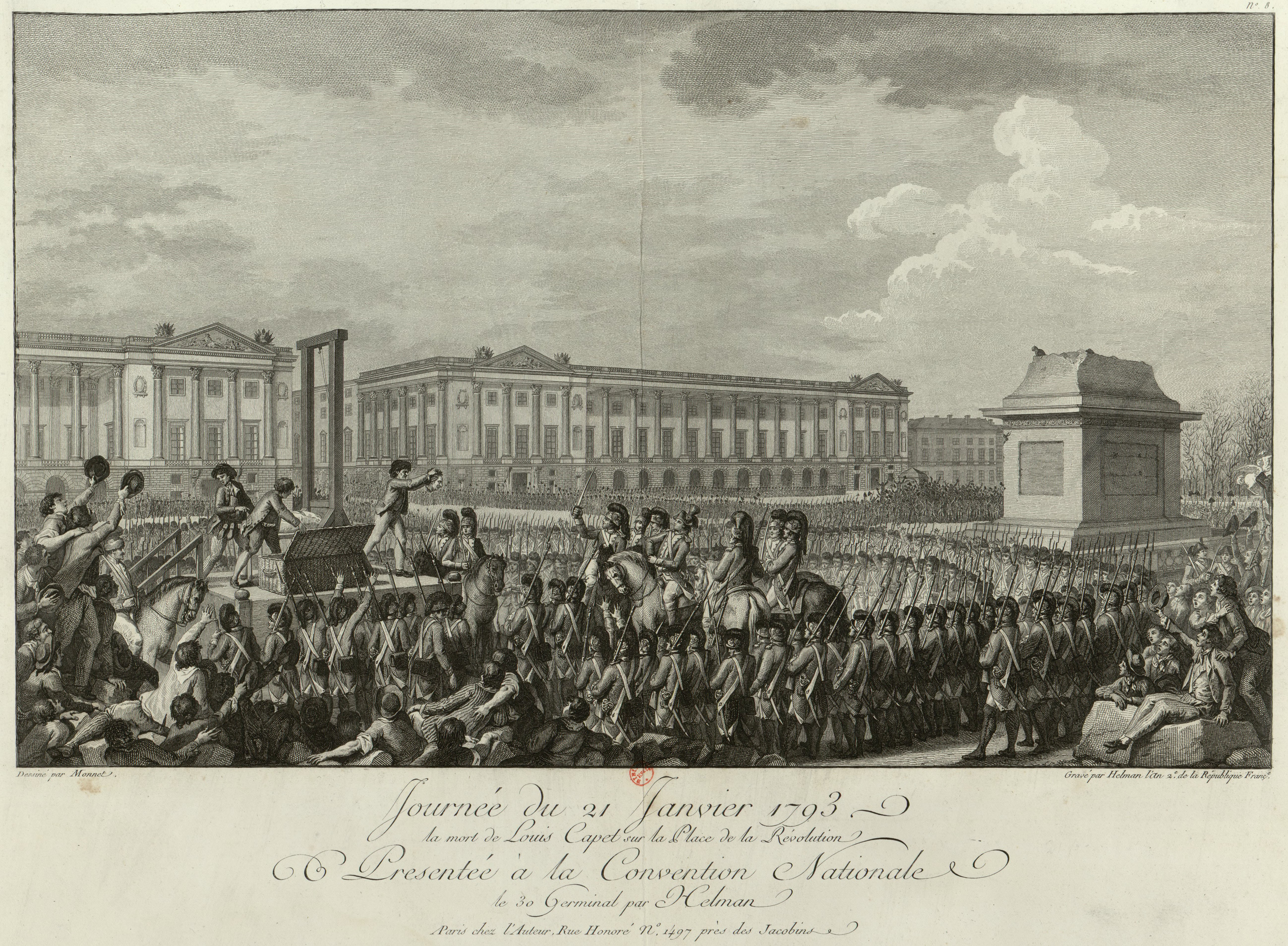
A execução de Luís XVI

Em fevereiro de 1792, volta à França e reencontra a rainha e depois o rei em segredo. Ele quer informá-los sobre seu plano de evasão pela Normandia. Luís XVI recusa qualquer nova tentativa de fuga. Fersen volta então a Bruxelas para encontrar-se com sua amante e para ajudar nos preparativos de uma coligação européia contra a Revolução Francesa. É ele que inspira o «manifesto de Brunswick», em julho, ultimatum dos exércitos austro-prussianos aos revolucionários franceses. Ele acredita firmemente em uma vitória rápida da coligação.
Enfim, em 1793, após a execução do Rei Luís XVI, Fensen ainda acredita poder salvar a rainha. Imaginando que tudo não passa de fruto das intrigas dos Orléans, ele imagina comprar os líderes do « partido dos Orléans », Laclos, Santerre ou Dumouriez. Quando Dumouriez deserta e se junta aos austríacos, em março, Fersen vê nisso o fim dos revolucionários e já imagina Maria Antonieta como regente. Em agosto, quando toma conhecimento da transferência da rainha para a Conciergerie, ele tenta obter do príncipe de Coburgo que este marche até Paris, porém, em vão. Ele não consegue impedir a execução da rainha Maria Antonieta em 16 de outubro de 1793.

### Na Suécia
Voltando à Suécia, dedica-se a seguir a sua carreira. Em 1792, Gustavo III  morre e, como todos os seus antigos favoritos, Fersen cai em desgraça durante a regência de Carlos de Sudermânia, futuro Carlos XIII, irmão do falecido rei, de 1792 a 1796. Quando Gustavo IV Adolfo sobe ao trono, Fersen recupera seus títulos e sua dignidade. Em 1797, é enviado como representante do seu país ao tratado de Rastatt, mas a delegação francesa protesta e ele tem que retirar-se. Em 1801, é nomeado riksmarskalk (Grande Marechal do Reino), ministro e chanceler de Upsália, mas perde o favor real opondo-se firmemente à entrada da Suécia na guerra contra a Prússia, desejada por Gustavo IV para puni-la por ter-se recusado a invadir a França.
Em 1809, quando Gustavo IV é banido por um golpe de estado militar, Fersen não toma partido, porém, todos suspeitam de sua simpatia pelo príncipe Gustavo, filho de Gustavo IV. Em 1810, Cristiano Augusto, Duque de Augustemburgo, é eleito príncipe herdeiro da Suécia mas morre logo depois. Rumores acusam Fersen de tê-lo envenenado. Em 20 de junho de 1810, em virtude de suas funções de riksmarskalk, Fersen é encarregado de escoltar o corpo do príncipe por Estocolmo. Ocorre um distúrbio e Fersen morre apedrejado e pisoteado pela multidão, na presença de inúmeras tropas que não intervêm. O assassinato de Fersen é visto como tendo sido provavelmente uma manobra de Carlos XIII para desembaraçar-se de um dos líderes gustavianos.